# 蛇の精
蛇の精（へびのせい）、または蛇精（じゃせい）は、中国に伝わる蛇の妖怪である。蛇が長い年月を生き神通力を身につけたもの。中国の神話では、蛇は長生きするため、天と地の霊的エネルギーを吸収し、太陽と月のエッセンスを受け取り、精霊になることができるとされている。中国における蛇霊は一般的に女性であるため、「美しい蛇」とも呼ばれる。日本では美男美女に化けて人間の精気を吸うとされる。